# スターリン様式

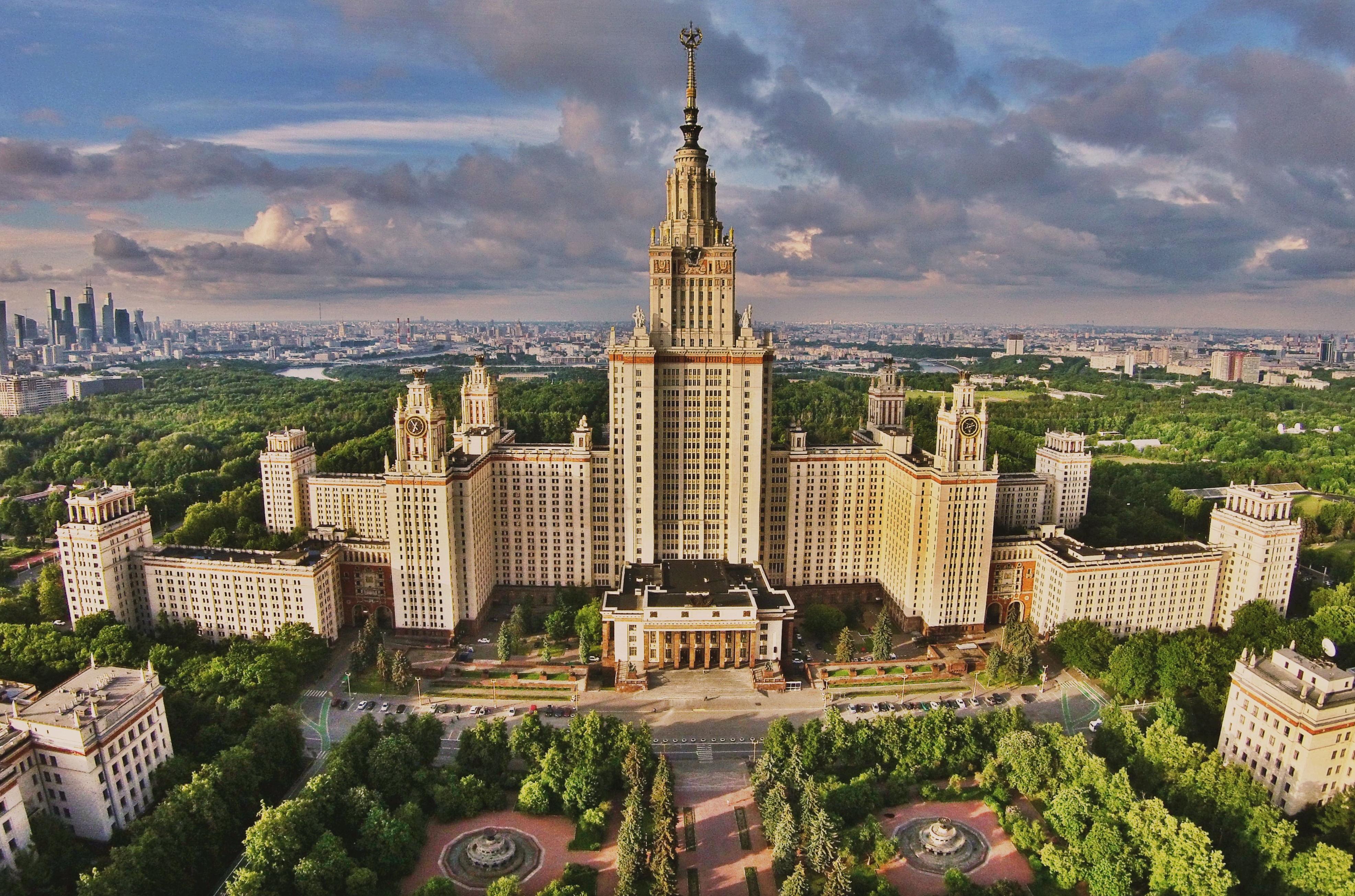
モスクワ大学本館

スターリン様式（スターリンようしき）ロシア語: Сталинская архитектура)とは、ヨシフ・スターリン政権の時代のソビエト連邦で多く建てられた建築様式。特に、1933年（ソビエト宮殿の最終デザインが固まった年）から、1955年（ソビエト建築アカデミーが廃止された年）までの間に建てられた。
第二次世界大戦以後のソビエト連邦内の大規模建築、特に超高層ビルに多く見られるほか、第二次世界大戦後にソビエト連邦の衛星国となった東ヨーロッパ諸国をはじめとする共産主義国家の建築にも大きな影響を与え、ドイツ民主共和国の首都である東ベルリンやポーランドのワルシャワ、中華人民共和国の北京、朝鮮民主主義人民共和国（北朝鮮）の平壌、モンゴルのウランバートルなどにもその影響を受けた建築物が建てられた。

## 概要

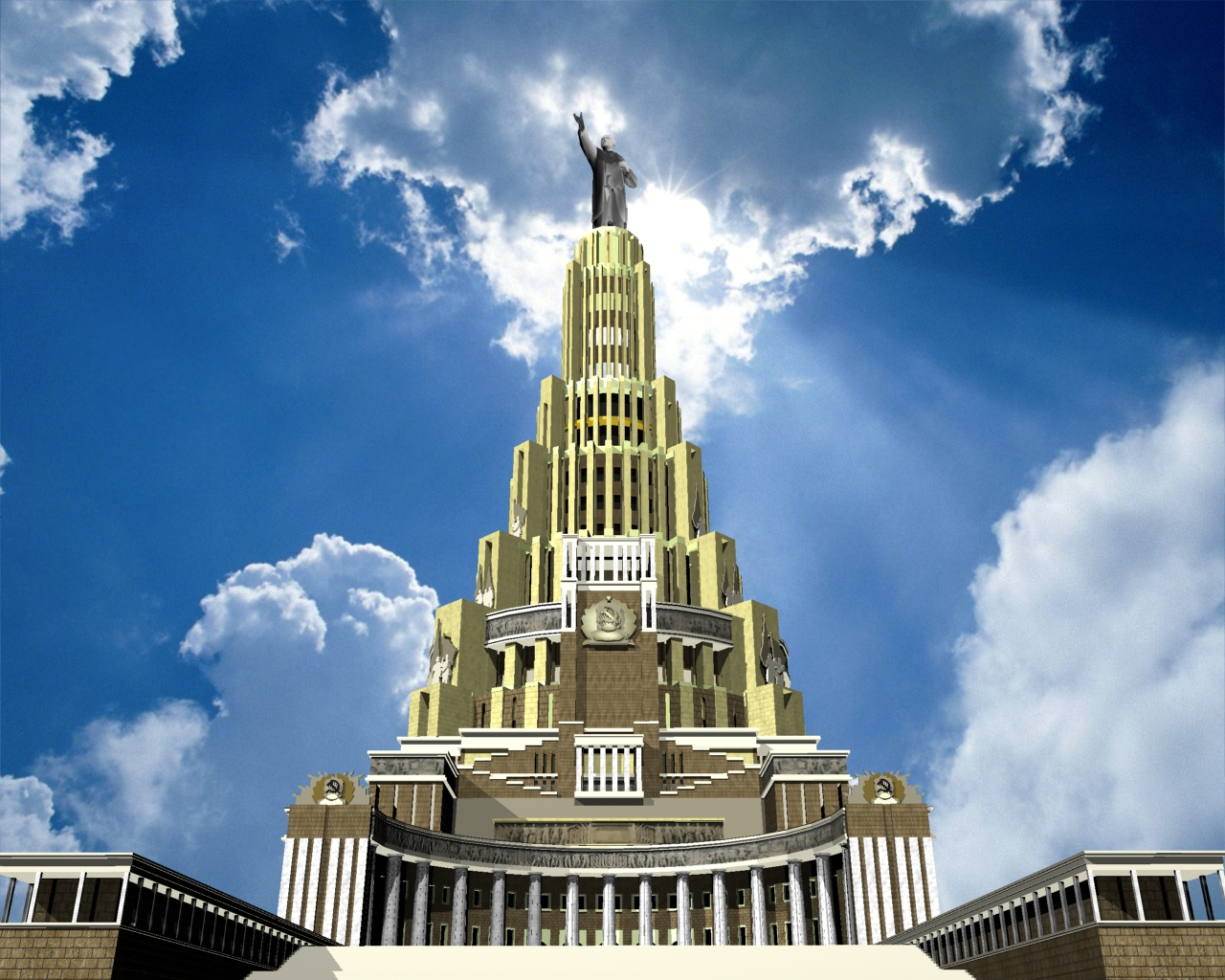
ソビエト宮殿の完成想像CG

社会主義リアリズムの表現の1つであり、社会主義の発展と革命の達成を、摩天楼で表現し、労働者を鼓舞することを狙ったものとされる。スターリンは、ニューヨークの摩天楼に対抗し、モスクワに何十棟の超高層ビルを建設し、モスクワの都市景観をニューヨークのマンハッタンのようにするつもりだったと言われている。
スターリン時代のソ連の他の芸術分野同様、建築も「共産主義を理想的な社会秩序として賛美する」ために貢献するよう位置づけられ、文学者や音楽家ほど劇的な再編はなかったものの、建築家も国家の管理下におかれるようになり、ロシア・アバンギャルドやロシア構成主義の時代に花開いたヴフテマスなどの前衛的な学校や組織は圧力を受けるようになった。
1932年4月23日、ソ連共産党中央委員会は『文学および芸術に関する組織の構造改革について』と題する文書を採決し、芸術家が自主的に作った組織は違法となった。建築家たちの組織も、共産党が「実を結ぶ、創造的で、正しい」建築について決定できるような統一組織へと一本化を迫られた。1932年7月までに、建築家がそれぞれの建築思想に基づいて自主的に組織した集団や組織は全て廃止され、政府が資金を出す会員組織であり建築に関する検閲を行う「ソビエト建築家組合」が設立された。翌1933年にはソビエト建築アカデミーが創立され、これがスターリン建築の時代の始まりとなった。
アカデミー創設の年である1933年、ソビエト宮殿（1931年に建築計画が発表され、その敷地にあった救世主ハリストス大聖堂は1931年12月に爆破解体された）の建築設計競技（コンペ）が行われたが、ル・コルビュジエ、ヴァルター・グロピウス、エーリヒ・メンデルゾーンといったモダニズム建築家の案を抑え一等に輝いたのはボリス・イオファンの案であり、バベルの塔や天へ登る梯子の形を思わせる装飾的で権威的な外観で、頂上に高さ100mのレーニン像を掲げた415mの世界一の超高層ビルであった。これはソ連がアバンギャルドやモダニズムを重視したレーニンの時代から古典へ回帰するスターリンの時代への転換点となった。この宮殿はスターリン様式の模範となったが、建設は難航し1950年代に中止された。
党の建築に関する方針は文学者・美術家・音楽家に対するほど明確ではなかったため、最初の数年は建築家にとって混乱と困難の時期となった。ソ連初期の、ロシア革命に刺激を受けた創造的でアバンギャルドな建築（特に構造主義建築）などに代わり、ソ連の建築家はそれ以前の古い建築に規範を求めるようになった。モダニズム建築はスターリンらから「ブルジョア的で堕落している」と判断されたため一掃され、建築における社会主義リアリズムの表現に最適なものとして19世紀のネオ・ルネサンス様式やネオ・ゴシック建築、18世紀の新古典主義建築や18世紀末の帝政様式などを選択した。その結果、ウェディングケーキのような上に向けて細くなりながら伸びて行く建築が氾濫した。
第二次世界大戦の間は建築事業自体が中断したが、古典主義的スターリン様式の時代は1940年代末から1950年代初期に最盛期を迎えた。古典主義的スターリン様式の中で最も印象的な例は、モスクワの全ソビエト農業展示会（現・全ロシア博覧センター）のパビリオン群、モスクワ地下鉄の初期の駅構内、モスクワの七つの超高層建築「セブンシスターズ」、ポーランド・ワルシャワの文化科学宮殿、その他ソ連や東側諸国の各地の大都市に建てられた高層アパートや政府庁舎などである。この時期の代表的な建築家にレフ・ルドネフがいる。
スターリンの死から2年後の1955年にソビエト建築アカデミーは解体され、スターリン様式は急速に収束した。しかしソビエト連邦の崩壊後のロシアでは、ネオ・スターリン様式ともいうべき、スターリン様式を引用した建築も作られている。代表的なものは、57階建て、高さ264mで完成時はヨーロッパ一の高さを誇った超高層ビル「トライアンフ・パレス」（2003年竣工、主な用途は高級マンション）で、スターリンゴシックの外観を引用していることから「セブンシスターズ」に次ぐ「八番目の姉妹」とも称されている。

## スターリンゴシック
スターリン様式の中でも特に「スターリンゴシック」と呼ばれる様式の重厚な高層建築がモスクワ市内に7棟、ワルシャワ市内に1棟存在する。モスクワの7棟は「セブンシスターズ(en:Seven Sisters (Moscow))」と呼ばれている。
※（ ）内の数字は竣工年

### モスクワ
- 文化人アパート（en:Kudrinskaya Square Building）（1945年）
- 芸術家アパート(en:Kotelnicheskaya Embankment Building)（1952年）
- モスクワ大学本館（1953年）
- ソビエト連邦運輸建設国家委員会（en:Red Gate Building）（1953年）
- ホテル・レニングラード（1953年）
- ロシア外務省 （1953年）
- ホテル・ウクライナ（1955年）

- モスクワ大学本館
- ソビエト連邦運輸建設国家委員会
- 文化人アパート
- 芸術家アパート
- ホテル・レニングラード
- ロシア外務省
- ホテル・ウクライナ

### ワルシャワ

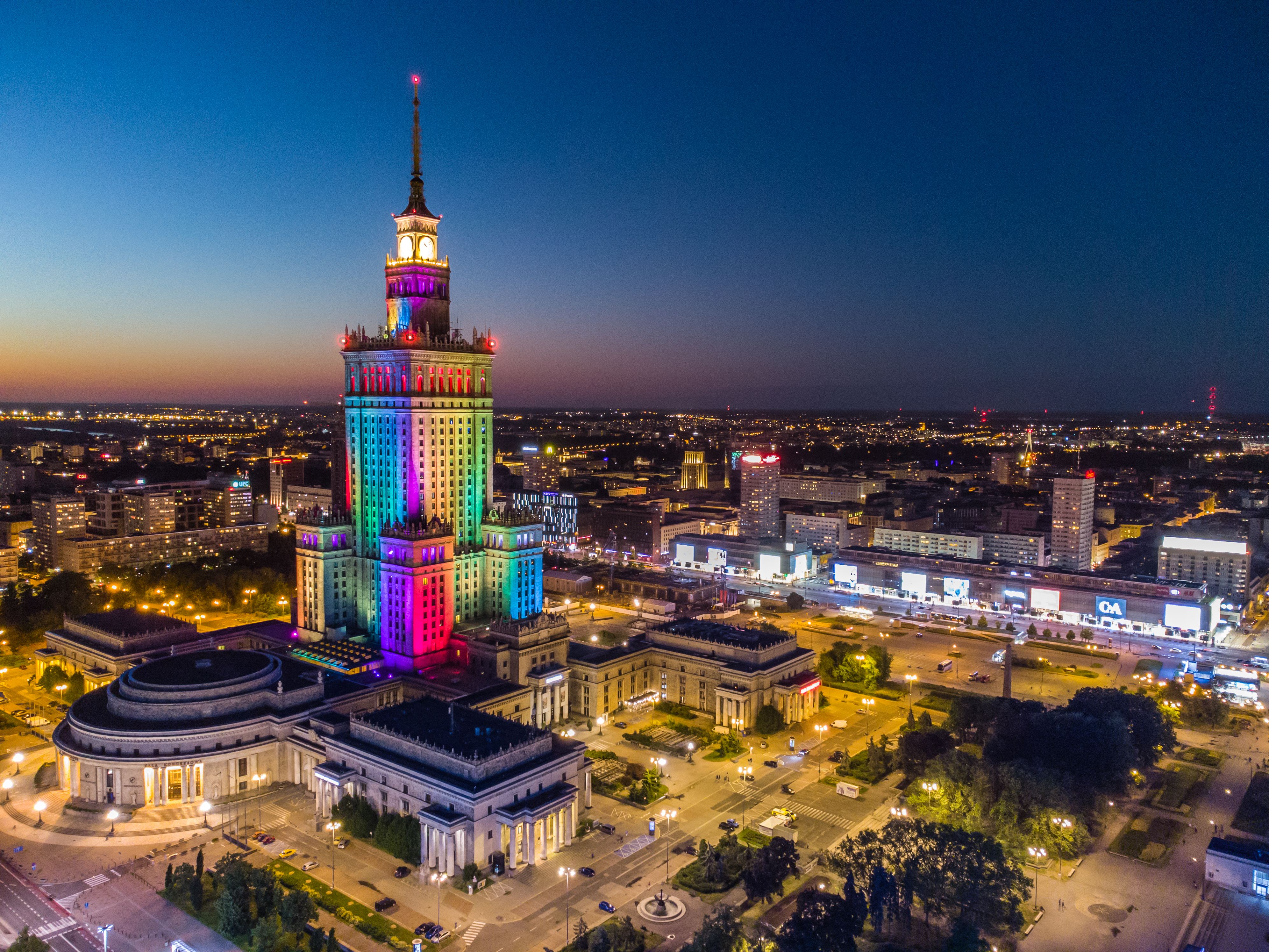
ワルシャワの文化科学宮殿

- 文化科学宮殿（1955年）

## その他のスターリン様式建築物

### 旧ソ連構成国
- ラトヴィア科学アカデミー（リガ）

### 旧ソ連衛星国
- プラハ・インターナショナルホテル（現ホテルクラウンプラザ・プラハ、チェコ・プラハ）
- カール・マルクス・アレー（旧スターリン・アレー）の建造物群（旧東ベルリン）
- ウランバートル駅（モンゴル・ウランバートル）

### その他、共産圏

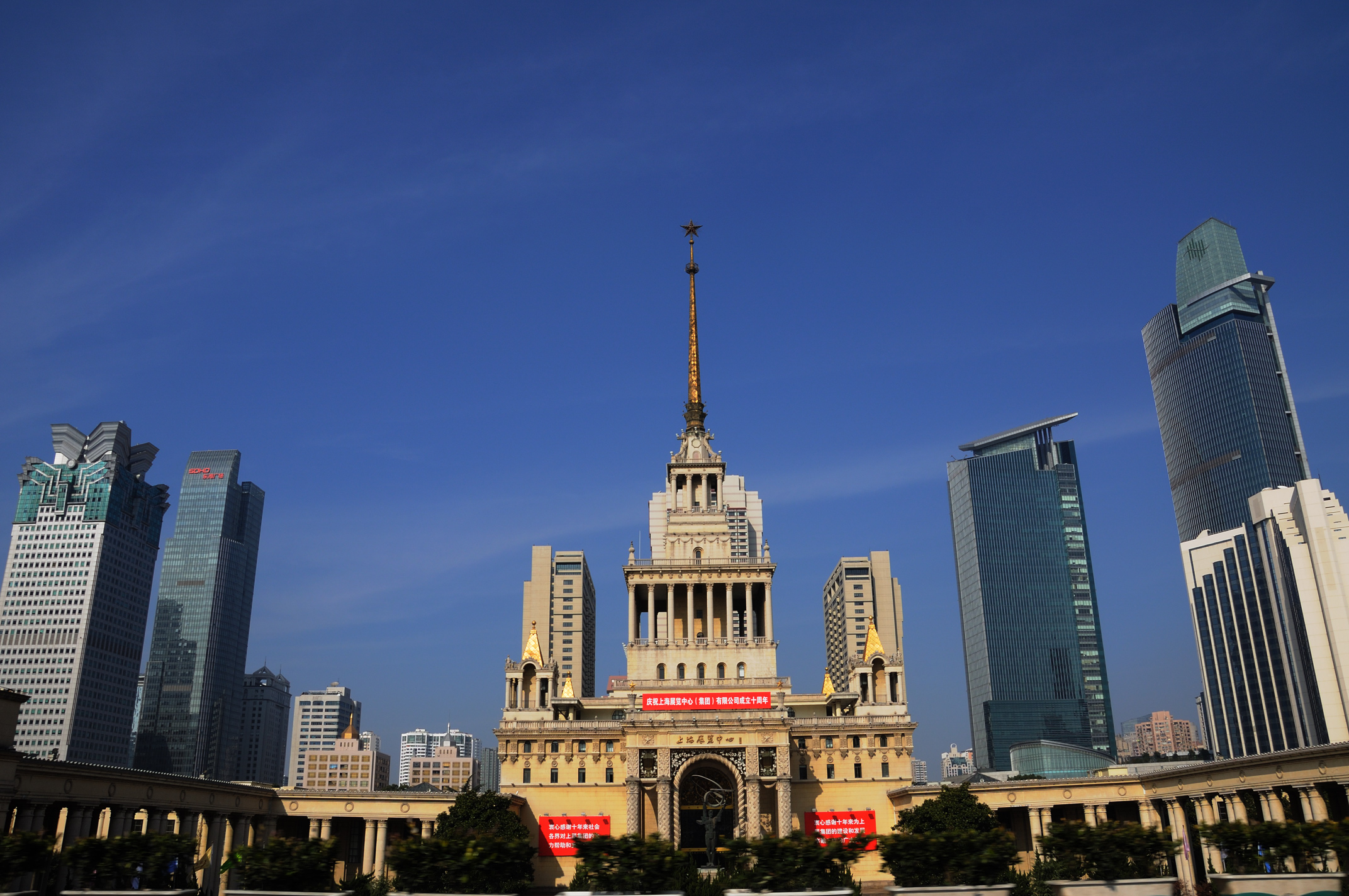
上海展覧センター

- 人民大会堂、中国人民革命軍事博物館、北京展覧館（中華人民共和国・北京）
- 旧成都量具刃具廠紅楼（中国・成都）
- 厦門大学講堂（中国・廈門）
- 上海展覧センター（中国・上海）
- 人民大学習堂、朝鮮中央歴史博物館、錦繍山太陽宮殿、平壌駅、金日成競技場など（北朝鮮・平壌）

※人民大学習堂は朝鮮古来の建築様式とスターリン様式の折衷

## 関連作品
- ドキュメンタリー「失われた世界の謎」シリーズ 第32回「スターリンの都市改造」（ヒストリー・チャンネル）
- ドキュメンタリー「謎のアンダーワールド2」シリーズ 第19回「モスクワ」（ヒストリー・チャンネル）
- BS世界のドキュメンタリー「人民と独裁者の夢宮殿」（NHK BS）